# Schwale

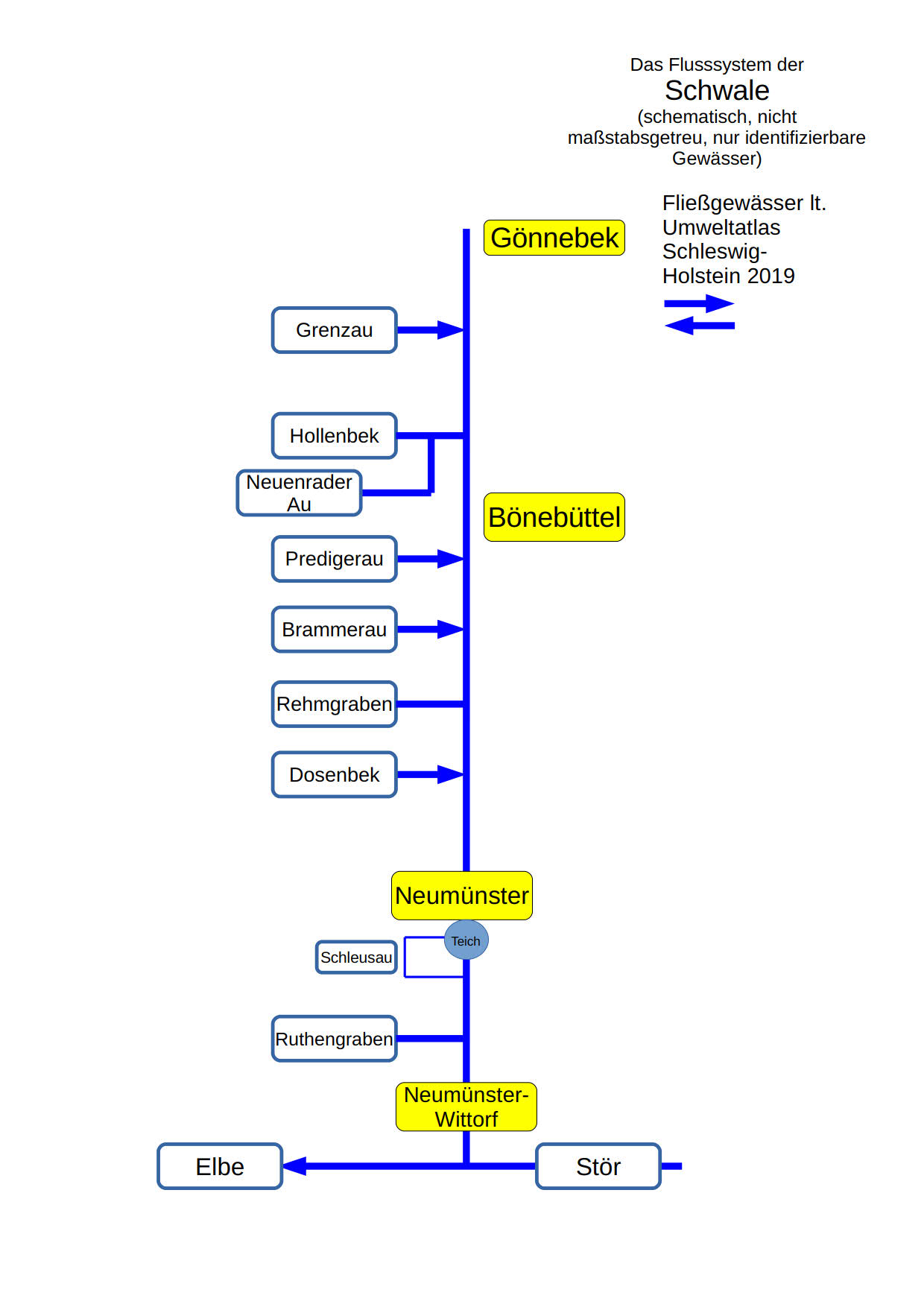
Das Flusssystem der Schwale (schematisch)

Die Schwale ist ein nördlicher (rechter) Nebenfluss der Stör in Schleswig-Holstein.

## Name
Das Gewässer wurde 1614 als „das waßer die Schwall“ erstmals schriftlich erwähnt. Im Ortsnamen Schwallschied erscheint der Name schon um das Jahr 1250 („Swalscheid“). Mit Schwale ist ein „Wasserschwall“ gemeint.

## Der Oberlauf
Die Schwale hat eine Länge von 16 km und entspringt bei Gönnebek im Kreis Segeberg. Am Rande des Brachenfelder Gehölzes, schon im Stadtgebiet von Neumünster, mündet der etwa gleich große Dosenbek, der vom Dosenmoor gespeist wird, in die Schwale. Das weitgehend unberührte Schwaletal in Neumünster-Brachenfeld im Osten der Stadt gilt als eines der wertvollsten Naturreservate von Neumünster. Allein 13 verschiedene Fledermausarten und 69 verschiedene Brutvögel haben hier ihre Heimat. Nach starken Niederschlägen staut sich im Schwaletal das Wasser auf, da es nicht so schnell durch die Stadt weiter Richtung Stör fließen kann. Das Tal hat die Funktion eines natürlichen Regenrückhaltebeckens und schützt andere Bereiche der Stadt vor Überflutungen.

## Innenstadt und Teich
Nachdem die Schwale den Innenstadtring unterquert hat, durchfließt sie die Stadt Neumünster, in deren Innenstadt sie zu einem Teich angestaut ist. Der Teich wurde im Mittelalter von den Mönchen des Augustiner-Chorherrenstifts künstlich angelegt, urkundlich wird er das erste Mal 1502 erwähnt. Die aufgestaute Kraft der Schwale wurde zum Betrieb einer Mühle verwendet. Noch heute erinnert die Mühlenbrücke bzw. der Mühlenplatz an diese Nutzung. Zur weiteren Entlastung des Teichs wurde zusätzlich ein Umgehungsfluss, die Schleusau, künstlich angelegt. Die Schleusau mündet im großen Bogen wieder in die Schwale, wurde teilweise verrohrt, in den letzten Jahren jedoch wieder freigelegt und gehört mit zum Naherholungsgebiet der Stadt.
Das weiche Wasser der Schwale war eine wichtige Ressource für den Aufschwung der Textil- und Lederindustrie in Neumünster im 19. und der ersten Hälfte des 20. Jahrhunderts. An den Ufern siedelten sich Tuchmachereien, Tuchfabriken, Färbereien und Gerbereien an. In dieser Zeit gelangten viele Schadstoffe wie Farbreste, Chemikalien und Reste der Lederverarbeitung und die darin gelösten Schwermetalle in das Gewässer. Über Jahrhunderte hatten die Fleckenskollegien und Stadtverordneten das Problem der Geruchsbelästigung zu bekämpfen. Die erste Teichreinigung ist schon 1584 belegt. Erst nach dem Niedergang der Textil- und Lederindustrie ist eine nachhaltige Pflege des Teichs möglich. Die regelmäßigen Baggerarbeiten fördern heute vor allem Sandablagerungen. Nach der Übereignung der Uferzonen an die Stadt konnten die umgebenden Grünanlagen im Jahr 1964 eingeweiht werden. Die Zone zwischen Großflecken und Kleinflecken ist damit zu einem Naherholungsgebiet geworden.
Seit Sommer 2023 besteht ein neuer Wanderweg entlang der Schwale, welcher es ermöglicht, von der Neumünsteraner Innenstadt bis zur Mündung der Schwale in die Stör auf Höhe der Wittorfer Burg zu wandern. Der Weg unterquert die Bahnlinien Neumünster-Eidelstedt sowie Neumünster-Bad Oldesloe und führt entlang der ehemaligen Leder- und Textilindustrieanlagen der Lederfabrik Emil Köster.

## Der Unterlauf
Weiter flussabwärts mündet die Schwale südlich der Wittorfer Burg in die Stör und damit über die Elbe wiederum in die Nordsee.

## Fische
Der Name Schwale könnte vom Fisch mit dem Namen Schwal oder Schwale herrühren. Durch die Reinigung in den letzten Jahrzehnten ist die Schwale wieder von Fischen besiedelt. Man hofft, dass die in der Stör ausgesetzten Störe auch zum Laichen in die Schwale einwandern. Die Lachstreppe soll eine Hilfe dazu sein.

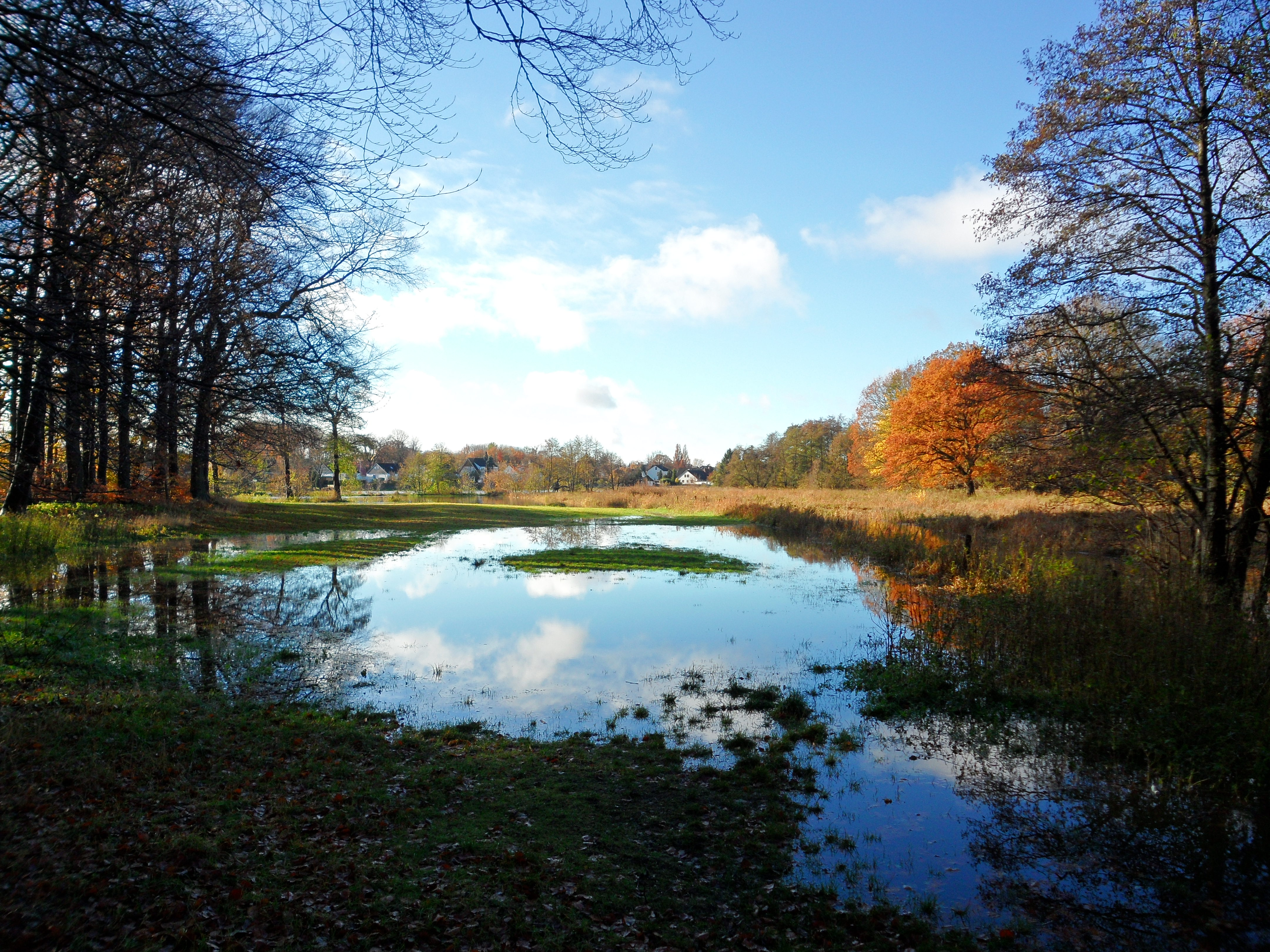
Schwaletal am Brachenfelder Gehölz nach starkem Regen
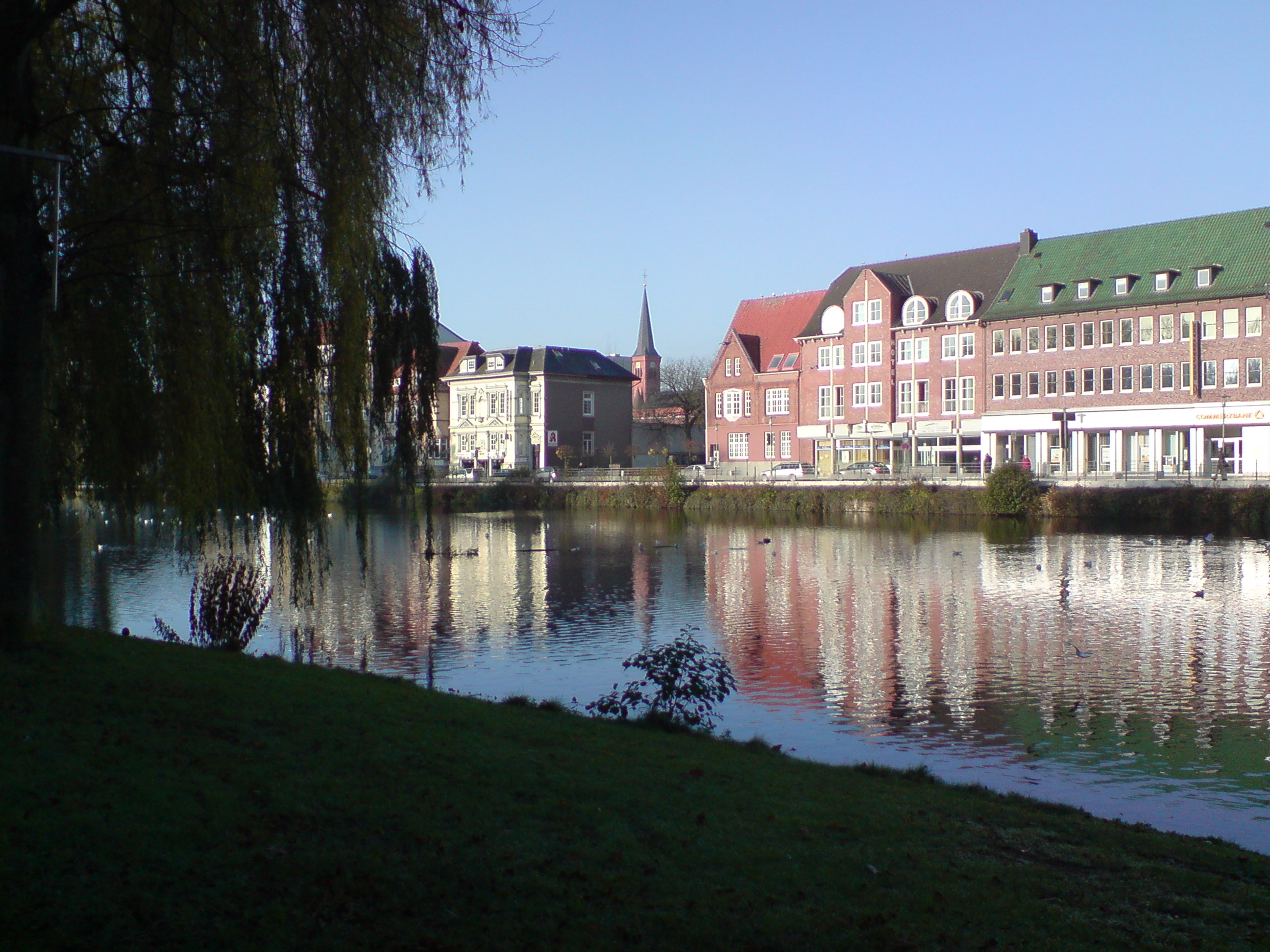
Am Teich
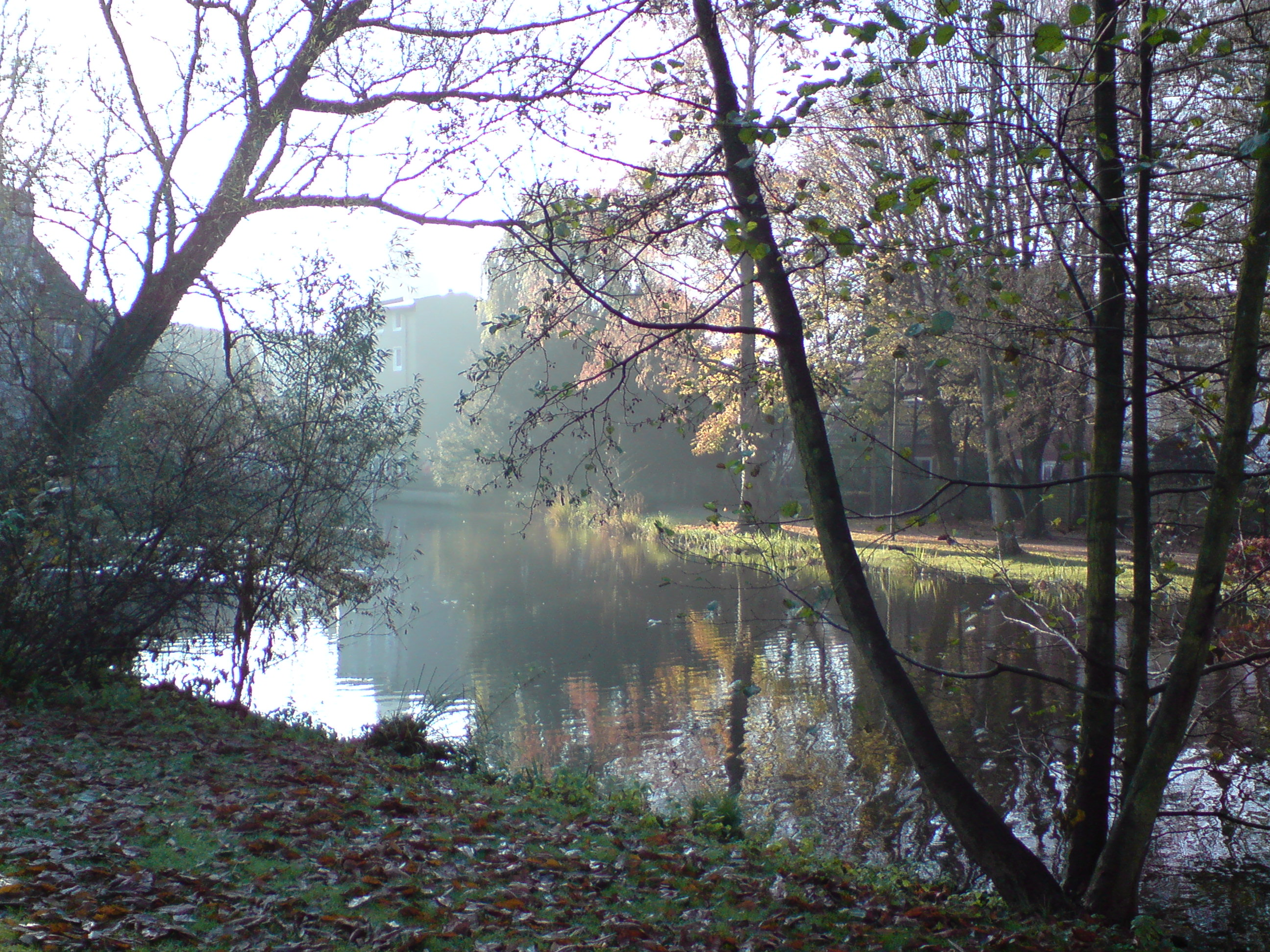
Herbst am Mühlenteich
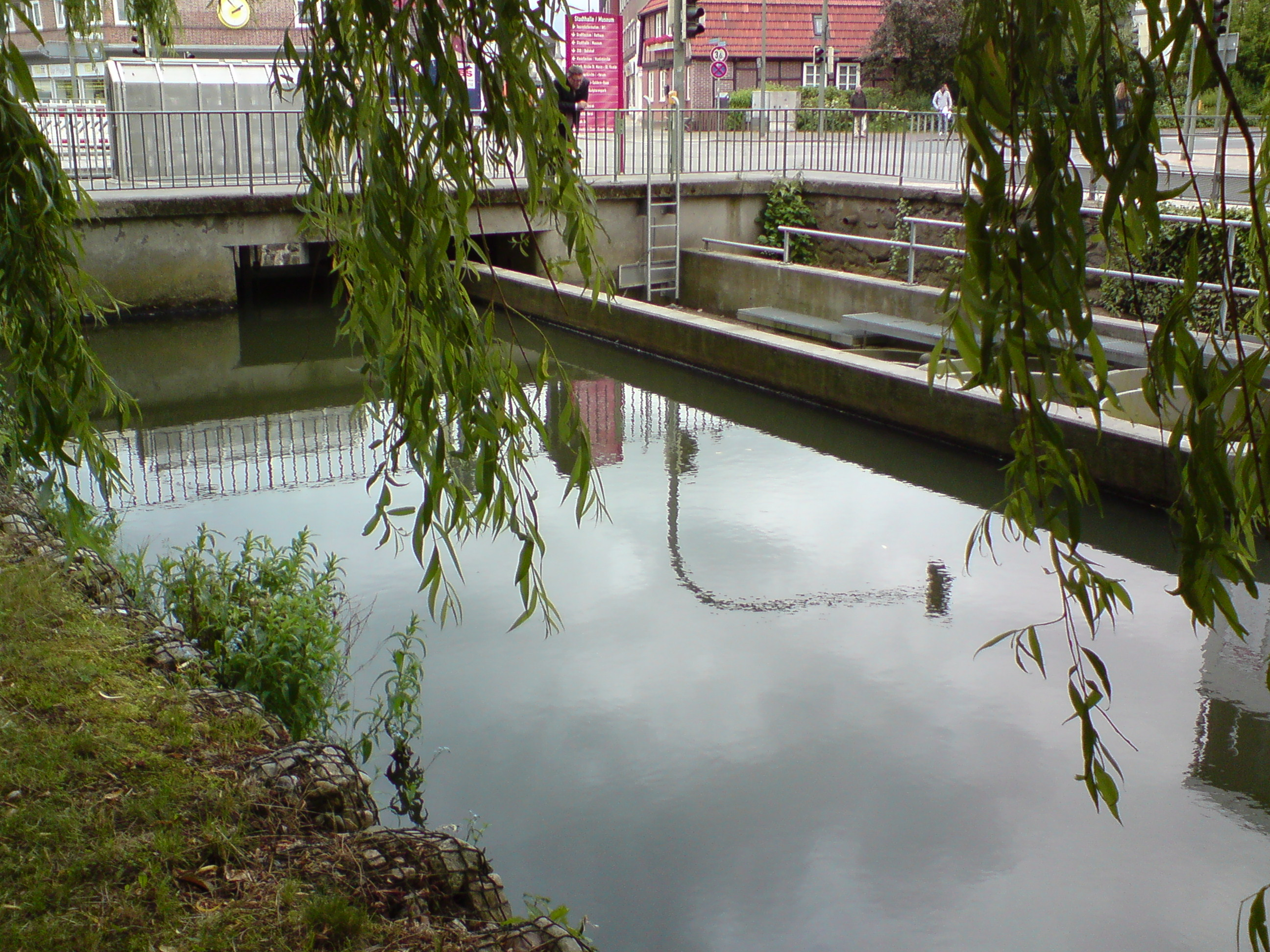
Schleusau-„Quelle“
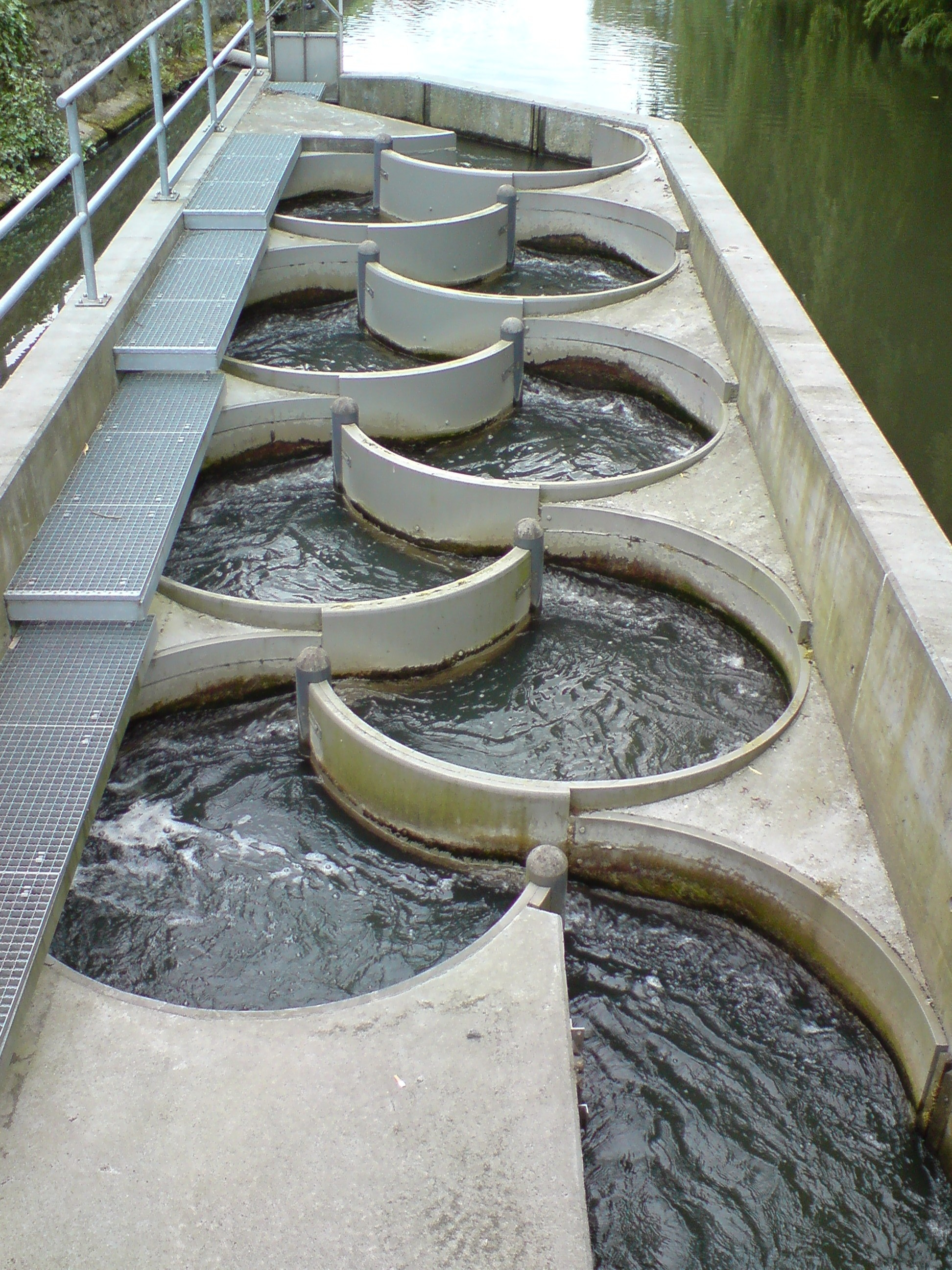
Lachstreppe vor der Schleusau-„Quelle“
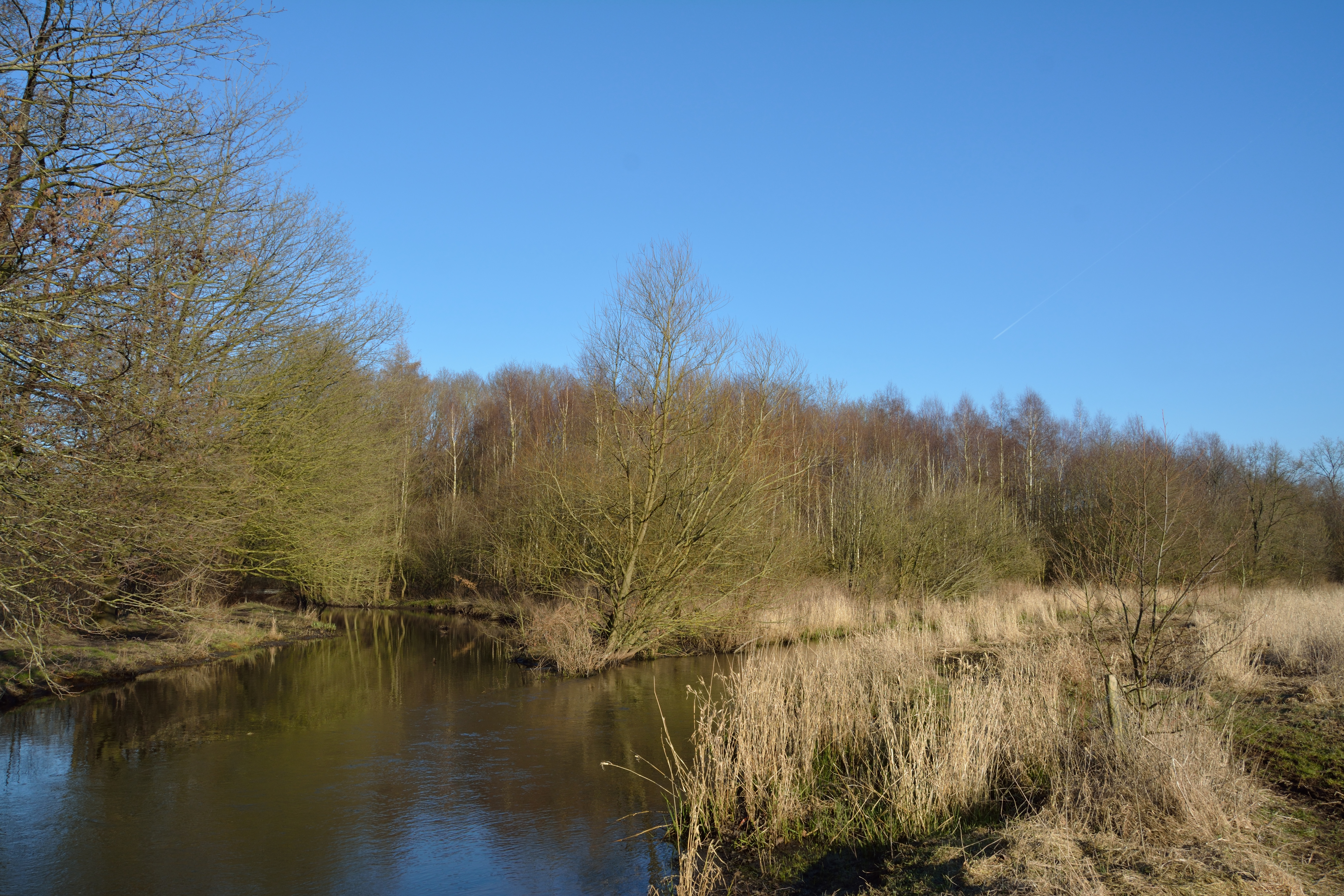
Mündung der Schwale in die Stör